# Caroline Alice Elgar
Pour les articles homonymes, voir Roberts.
Cet article possède un paronyme, voir Alice Roberts.
Caroline Alice, Lady Elgar (9 octobre 1848 — 7 avril 1920) est une écrivaine et poétesse anglaise. Son mari est le compositeur Edward Elgar.

## Famille
Caroline Alice Roberts, connue sous le nom d'Alice, nait à Bhooj, Inde britannique, en 1848. Elle est la plus jeune et unique fille du Major-Général Sir Henry Gee Roberts KCB (1800–1860) et de Julia Maria Raikes (1815–1887). Ses trois grands frères sont Albert Henry Roberts (né en 1839 et mort jeune), Frederick Boyd Roberts (né en 1841) et Stanley Napier Roberts (né en 1844). Son père sert en Inde dans l'armée britannique lors de la révolte des cipayes et il meurt alors qu'Alice n'a que douze ans.
Elle est issue d'une famille distinguée : son grand-père maternel est le révérend Robert Napier Raikes, son grand-père paternel est Robert Raikes (1736–1811), le fondateur du mouvement l'École du dimanche, et son oncle Robert Napier Raikes (en) (1813–1909) est général dans la Armée Britannique Indienne.
Elle étudie enfant avec le géologue Rev W. S. Symonds (en) et ils partent avec des amis à la chasse aux fossiles sur les rives du fleuve Severn. Elle étudie le piano avec Ferdinand Kufferath à Bruxelles et l'harmonie avec Charles Harford Lloyd. Elle parle couramment l'allemand, l'italien, le français et l'espagnol.
Avant son mariage ses écrits sont publiés sous le nom de C. Alice Roberts. Un roman en deux volumes, Marchcroft Manor, est publié en 1882, quatre ans avant sa rencontre avec Elgar. La spécialiste d'Elgar Diana McVeagh décrit ce roman comme « une histoire accomplie, divertissante et touchante, avec un contrôle du rythme et de la situation, et un humour qui peut surprendre toute personne ne connaissant Alice que par ses lettres, ses écrits postérieurs et son journal ». McVeagh note également que les premières critiques ont mis en avant « une touche de radicalisme » dans le livre.

## Mariage
En 1886 ses frères partent à l'armée et elle vit avec sa mère veuve à Hazeldine House à Redmarley dans le Worcestershire (maintenant dans le Gloucestershire). Elle prend cet automne là des cours d’accompagnement au piano auprès d'Edward Elgar, qui est professeur de violon à la Worcester High School. À la mort de sa mère l'année suivante elle part quelque temps à l'étranger avant de revenir s'installer dans une maison à Malvern Link (en) appelée Ripple Lodge, et elle reprend les cours d'accompagnement. Elle se fiance avec son jeune professeur avec la désapprobation de sa famille qui considère le fiancé comme un marchand pauvre de basse classe sociale - de plus, il est huit ans plus jeune qu'elle. De plus la famille d'Alice est anglicane alors qu'Elgar est catholique.
Alice et Edward se marient le 8 mai 1889 lors d'une courte cérémonie catholique à l'Oratoire de Londres. Comme présent de mariage, Elgar lui compose la courte pièce pour violon et piano Salut d'Amour, et elle lui offre un de ses poèmes, The Wind at Dawn. De la famille d'Alice, seuls son cousin William Raikes et sa femme Veronica sont présents au mariage alors que du côté d'Elgar, seuls ses parents et son ami Charles Buck sont là. Le repas de mariage a lieu dans la maison d'une ami d'Alice, Mrs. Marshall. Elgar dédie plus tard à Miss Marshall, la fille de Mrs. Marshall, A Song of Autumn (en).
Les Elgar passent leur lune de miel à Ventnor sur l'île de Wight puis partent à Londres pour être au centre de la vie musicale britannique. Ils partent d'abord habiter au 3 Marloes Road, Kensington puis le 29 juillet ils retournent vivre dans leur spacieuse maison 'Saetermo' à Malvern. Ils partent en octobre dans la maison de leurs cousins Raikes (maison qui leur est louée l'hiver 1890-91) Oaklands, Fountain Road, Upper Norwood. Cette maison leur donne l'avantage de vivre près du Crystal Palace où Elgar va assister à des concerts aussi souvent qu'il le peut. Ils déménagent dans une maison au 51 Avonmore Road, Kensington où leur unique fille Carice nait le 14 août 1890. Cependant le manque de travail disponible pour Elgar les pousse à retourner à Malvern Link où ils louent une maison, 'Forli'.

## Influence sur Elgar
La foi d'Alice en son mari et son courage pour s'être marié à quelqu'un d'une autre classe ont grandement aidé la carrière d'Elgar. Elle gère les changements d'humeur du compositeur et est une critique musicale généreuse. Elle est également son manager.
Elle fait de son mieux pour attirer l'attention des personnalités influentes sur lui, bien qu'avec un succès mitigé. Les honneurs acceptés à reculons par son mari importent plus à elle et à sa classe sociale. Elle abandonne également certaines de ses aspirations pour favoriser la carrière d'Elgar. Elle écrit plus tard dans son journal « les soins à apporter à un génie sont une œuvre suffisante pour la vie d'une femme. »

## Fin de vie
Elle devient Lady Elgar lorsque son mari est fait chevalier en 1904.
Au début de la guerre, pendant une courte période, elle enseigne le français à des soldats à Chelsea Barracks (en).
En janvier 1920, des amis remarquent qu'elle a perdu sa vitalité habituelle et qu'elle n'est pas sorti de la maison depuis novembre. Elle assiste à un concert d'Elgar le 16 mars et se rend le jour suivant chez un docteur sur Harley Street. Elle reste à la maison quand Elgar part à un concert à Leeds. Le dernier concert auquel elle assiste est un concert de musique de chambre d'Elgar à Londres.

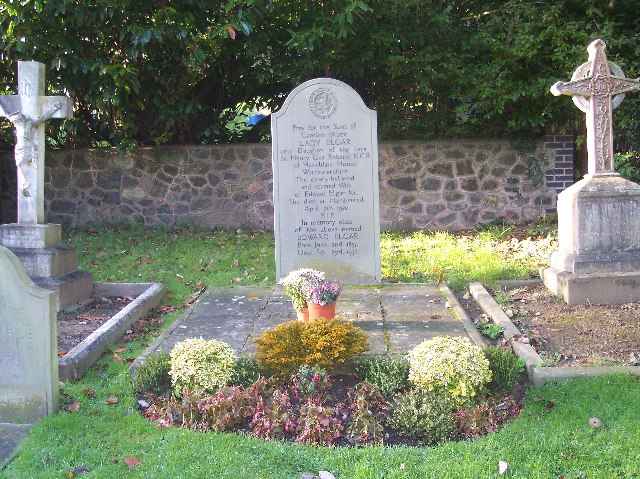
La tombe des Elgar à l'église Saint Wulstan, Little Malvern

Elle meurt d'un cancer du poumon le 7 avril dans sa maison Severn House au 42 Netherhall Gardens à Hampstead. Les funérailles ont lieu à l'église catholique Saint-Wulstan de Little Malvern trois jours plus tard. Edward est soutenu par leur fille Carice. Le frère d'Alice, Napier Roberts, assiste à la cérémonie ainsi que les amis d'Elgar Frank Schuster, Billy Reed et le docteur Charles Buck. Sir Charles Stanford arrive mais peut seulement parler à Reed avant de partir en pleurs. Le mouvement lent du quatuor à cordes d'Elgar est joué par Reed, Albert Sammons, Lionel Tertis et Felix Salmond.

## Héritage
Les lettres d'Alice et le journal qu'elle tient pendant ses années de mariage entre 1889 et 1920 sont une source importante sur l'histoire de sa vie et de celle de son mari.

## Sa fille
Au début de la Première Guerre mondiale, Carice Elgar s'entraine aux premiers secours puis à partir de 1915 fait des traductions pour le département de censure du gouvernement.
Le mois avant la mort d'Alice, Carice retourne chez elle après des vacances à Mürren où elle a rencontré un paysan du Surrey plus âgé qu'elle, Samuel Blake. Sa mère se doute de quelque chose mais Carice ne lui dit rien. Une année plus tard, avec l'accord de son père, elle se fiance. Ils se marient en janvier 1922 et elle prend le nom de Carice Elgar Blake. Ils n'ont pas d'enfant.
Après la mort de sa mère, Carice se dévoue au soutien de son père. À la mort de celui-ci en 1934, elle participe à la création du Elgar Birthplace Trust (en). Samuel Blake meurt en 1939 et Carice meurt à Bristol le 16 juillet 1970. Ses funérailles ont lieu à l'église Saint-Wulstan de Little Malvern.

## Œuvres

### Paroles
Poèmes d'Alice mis en musique par Elgar :
- The Wind at Dawn, chant (1888)[20]
- Afar, amidst the sunny Isles, poème alternatif d'Alice pour aller avec la musique de My Love Dwelt in a Northern Land, quand Andrew Lang refuse l'utilisation de son poème. Mais Lang change d'avis par la suite et le texte d'Alice n'est jamais utilisé[21].
- Im Norden, wo mein Lieb gewohnt, texte en allemand pour My Love Dwelt in a Northern Land[22]
- O Happy Eyes, paroles SATB, Op. 18 no 1 (1890)
- A spear, a sword, chant non publié (1892)[23]
- Mill-wheel Songs, deux chants non publiés (1892)[24]
  - 1. Winter; 2. May (une rhapsody)
- The Snow, part-song SSA acc. 2 violons et piano, Op. 26 no 1 (1894). Winter tiré de son poème Isabel Trevithoe[25].
- Fly, Singing Bird, part-song SSA acc. 2 violons et piano, Op. 26 no 2 (1894). Spring tiré de son poème Isabel Trevithoe[26].
- From the Bavarian Highlands (en), six chants chorales SATB et orchestra, Op. 27 (1896). Alice traduit également les chants en allemand.
  - 1. The Dance (Sonnenbichl); 2. False Love (Wamberg); 3. Lullaby (dans Hammersbach (en)); 4. Aspiration (Bei Sankt Anton); 5. On the Alm 'True Love' (Hoch Alp); 6. The Marksmen (Bei Murnau)
- Love alone will stay (en), chant, (1898). Plus tard Sea Pictures, Op. 37 In Haven (en) (Capri)
- A Christmas Greeting, carol pour 2 sopranos, chœur d'hommes ad lib, 2 violons et piano, Op. 52, (1907)
- The King's Way (en), chant (1910)

### Fiction
- Isabel Trevithoe, poème de C. A. R., (The Charing Cross Publishing Co., 1879)
- Marchcroft Manor, roman (2 vols.), (Remington & Co., New Bond St., London, 1882)[27],[28]
- Histoires dans le magazine Home Chimes[29],[30]
- poème : To Carice Dear little ship, go forth[31]

### Autres
- Index de Records of the Rocks de Rev W. S. Symonds (en) (1872)[32]
- Traduction depuis l'allemand des poèmes Ritter Gluck de E. T. A. Hoffmann, (London Society, a Monthly Magazine, May 1895)[33]

### Dédicaces
Œuvres dédicacées à Alice par Elgar :
- Through the Long Days (en), chant, Op.16 no 2 (1887) - est écrit sur une des premières copies imprimées Miss Roberts de la part d'Edward Elgar, Mar.21 1887[34]
- Salut d'Amour, violon et piano, Op.12, inscrit à Carice (1888)
- Liebesahnung, violon et piano, plus tard publié sous le titre Mot d'Amour, Op.13 no 1 (1889)
- Love, part-song SATB, Op.18 No.2 (1890)
- la première des variations Enigma, Op.36 porte les initiales C.A.E. (1898)